# Птолемеј XIV Египатски
Птолемеј XIV (грчки: Πτολεμαῖος, Ptolemaĩos, 60/59. п. н. е. – 44. п. н. е.) је био један од последњих египатских фараона. Од 47. до 44. године п. н. е. био је номинални савладар своје старије сестре Клеопатре VII.

## Биографија
Птолемеј је био син Птолемеја XII Аулета. Припадао је династији Птолемејида, која је управљала Египтом од распада Александровог царства. Клеопатра је наследила египатски престо 51. године п. н. е. Морала га је, међутим, делити са својим братом Птолемејем XIII. Птолемеј XIII је умро 13. јануара 47. године п. н. е. удавивши се. Клеопатра је млађег брата прогласила фараоном, те се, у складу са египатским обичајима, за њега удала и прогласила га својим савладаром. Брак и владавина Птолемеја и Клеопатре били су номиналне природе, јер је Клеопатра све време одржавала љубавну везу са римским војсковођом Јулијем Цезаром. Њему је родила и сина Птолемеја Цезариона. Када је Цезар 15. марта 44. године п. н. е. убијен у Риму, створила се нова политичка ситуација, због које је, према мишљењима историчара, Клеопатра уклонила свога брата. Птолемеј се последњи пут помиње у изворима 26. јула 44. године п. н. е, а већ 2. септембра исте године Клеопатра је Цезариона прогласила фараоном и савладарем.